# Ločnica (Sotla)
Ločnica je potok, ki teče skozi naselje Rogaška Slatina in se kot desni pritok izliva v reko Sotlo, mejno reko med Slovenijo in Hrvaško. V Ločnico se izliva Tržiški potok in Rakovec.